# 瑞士私人航空
瑞士私人航空（PrivatAir）是瑞士一間主營私人航空服務的航空公司，總部位於日内瓦国际机场，現有333名僱員。其顧客包括王室成員、名人、大型企業首腦及一些國際航空公司（如汉莎航空、荷蘭皇家航空）。

## 歷史

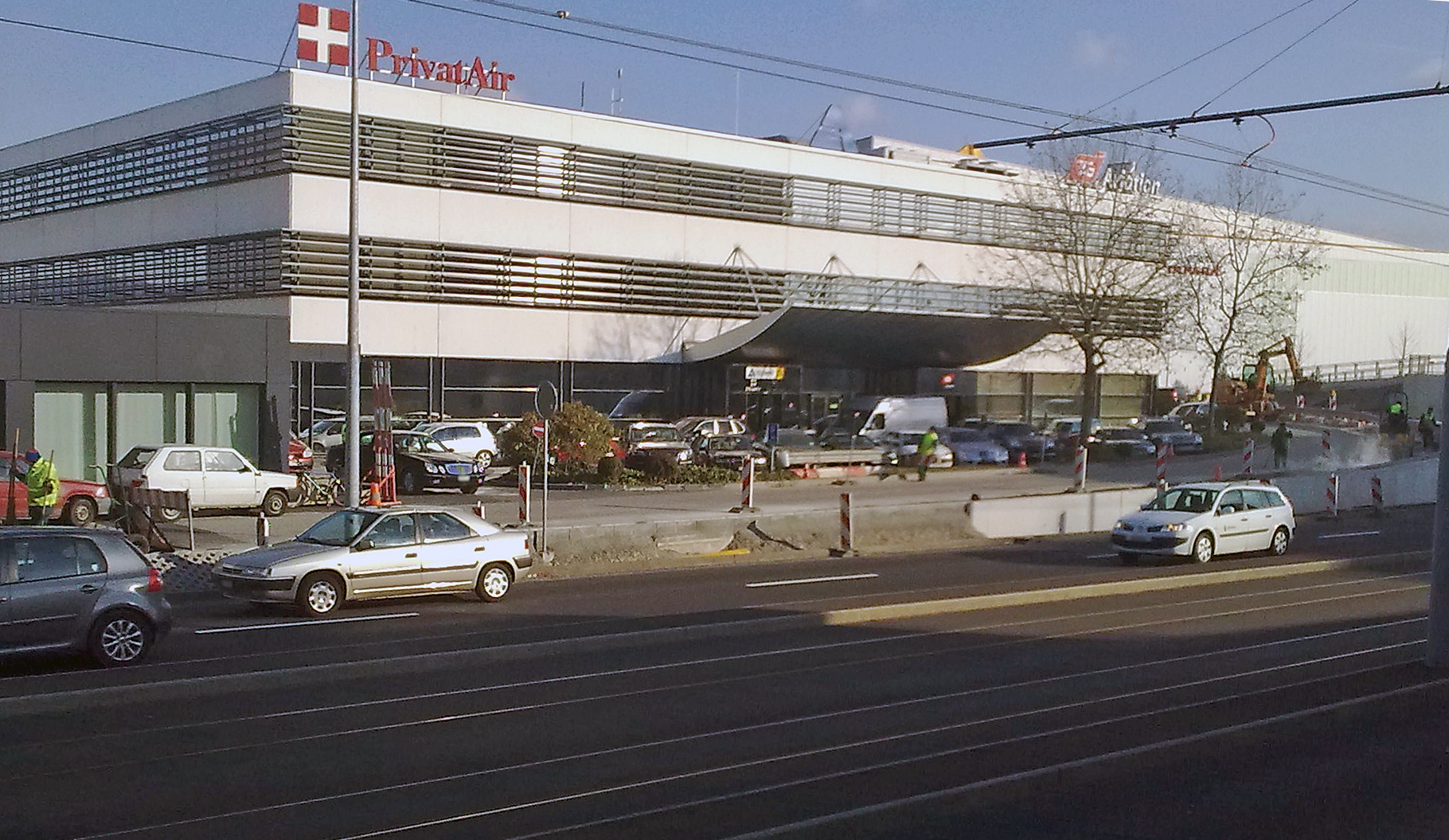
瑞士私人航空公司總部

瑞士私人航空1977年成立時屬於拉特西斯家族企業，1995年獲得瑞士航空運輸企業經營許可證。
瑞士私人航空集團於2001年3月成立，同時獲得双发延程飞行180分鐘認證及聯邦航空局授予的美國-瑞士航權，由此得以運營跨大西洋、跨太平洋航線及無限制的美國航線。當時，瑞士私人航空是僅有的獲得這些特定許可的商業包機公司。
2002年2月，瑞士私人航空在日內瓦建設了公務機航站樓，現時其總部亦設在日內瓦。新建的“C3”航站樓由瑞士私人航空和日內瓦國際機場合資建造，為瑞士私人航空的顧客提供全面服務。瑞士私人航空於2003年5月與瑞士國際空港服務有限公司（Swissport）建立了名為“私人空港”（PrivatPort）合資公司，負責公務機的地面服務。
2003年10月，瑞士私人航空在德國杜塞尔多夫設立了德國私人航空有限責任公司（PrivatAir Germany GmbH）這一子公司，並獲得德國民航部門的運營許可，由此開始為漢莎航空和空中客車提供服務。
瑞士私人航空曾經為以下航空公司提供定期航班服務：
- 漢莎航空（2002年6月至今）
- 赤道剛果航空（2011年9月至今）
- 瑞士國際航空（2005年1月至2012年3月）
- 荷蘭皇家航空（2005年10月至2011年10月）
- 海灣航空（2011年3月至2012年6月）

## 公司架構
瑞士私人航空由三個部門組成：定期服務，商務航空（飛機管理、飛機租賃、飛機銷售、私人航油、地面服務）及私人培訓，在德國法兰克福机场、瑞士日内瓦国际机场及剛果（布）马亚-马亚国际机场均設有運營基地。
瑞士私人航空多用中型長程噴射機執行定期航班及包機服務。
瑞士私人航空的商務航空部門提供包括飛機管理、飛機銷售、飛機租賃、飛行俱樂部（公務機聯盟）、航空燃料管理（私人航油）及地面服務（私人空港）的服務。
私人培訓負責公司內部的安全、服務培訓工作，也為公務機運營商提供培訓。

## 目的地

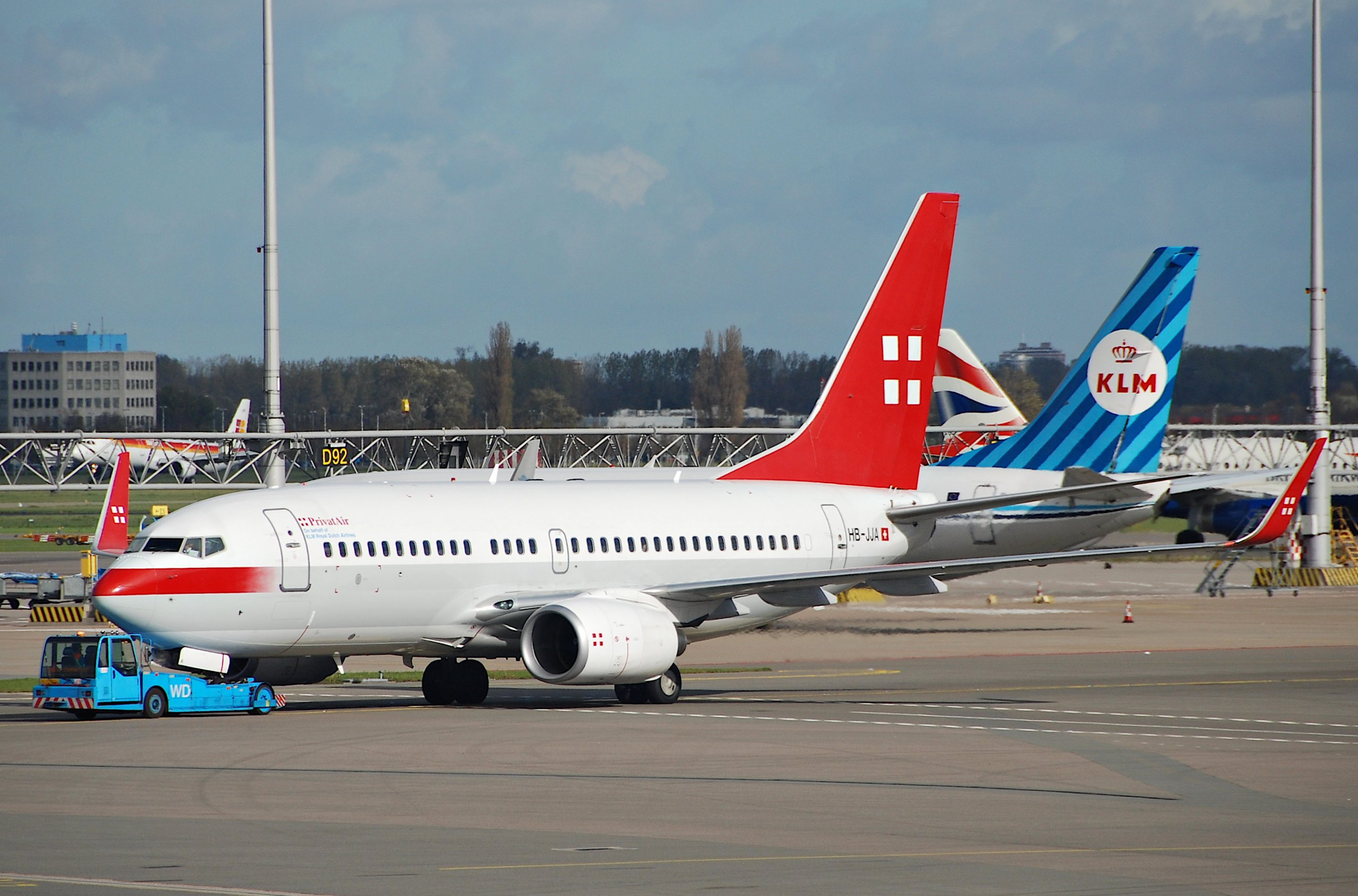
瑞士私人航空的波音737-700，貼有“代荷蘭皇家航空運營”的標識

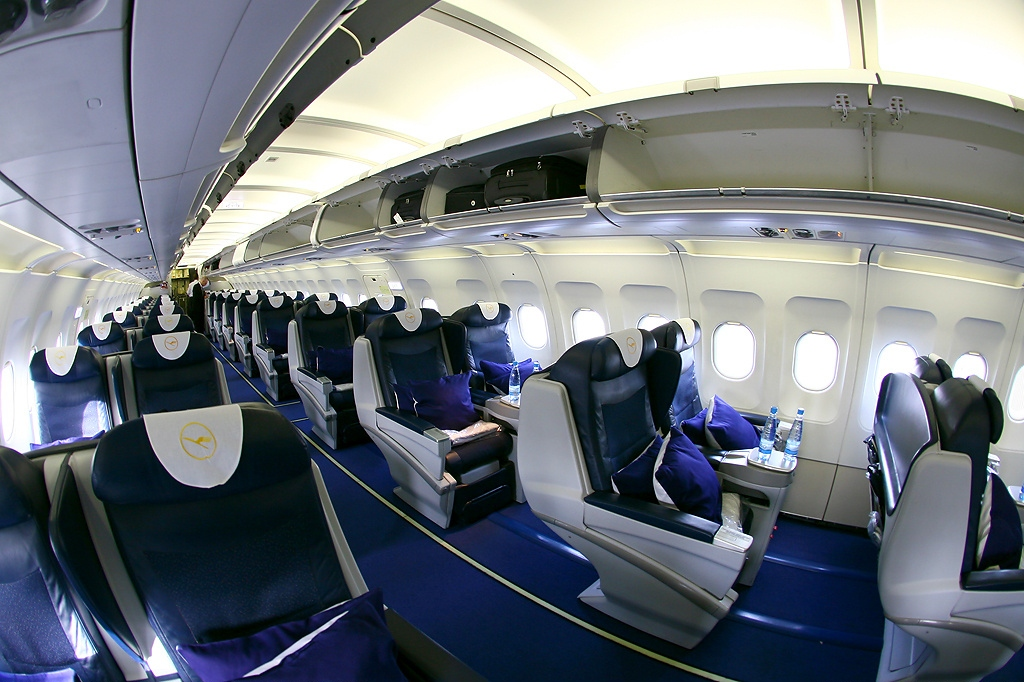
瑞士私人航空空客A319採用全公務艙佈局（可見漢莎航空標誌）

截至2014年1月，瑞士私人航空提供前往以下地點的定期航班：

### 代赤道剛果航空運營
- 布拉柴维尔 - 马亚-马亚国际机场 運營基地
- 科托努 - 柯多努國際機場
- 杜阿拉 - 杜阿拉国际机场
- 杜拜 - 迪拜国际机场 [8]
- 奧約 - 奧約奧隆博機場（英语：Oyo Ollombo Airport）
- 巴黎 - 巴黎夏尔·戴高乐机场
- 黑角 - 黑角機場（英语：Pointe Noire Airport）

### 代汉莎航空運營
- 達曼 - 法赫德国王国际机场
- 法蘭克福 - 法兰克福机场 運營基地
- 浦那 - 浦那国际机场

### 代北歐航空運營
- 斯塔万格 - 斯塔萬格-蘇拉機場（英语：Stavanger Airport, Sola）
- 休斯敦 - 喬治·布什洲際機場

## 機隊

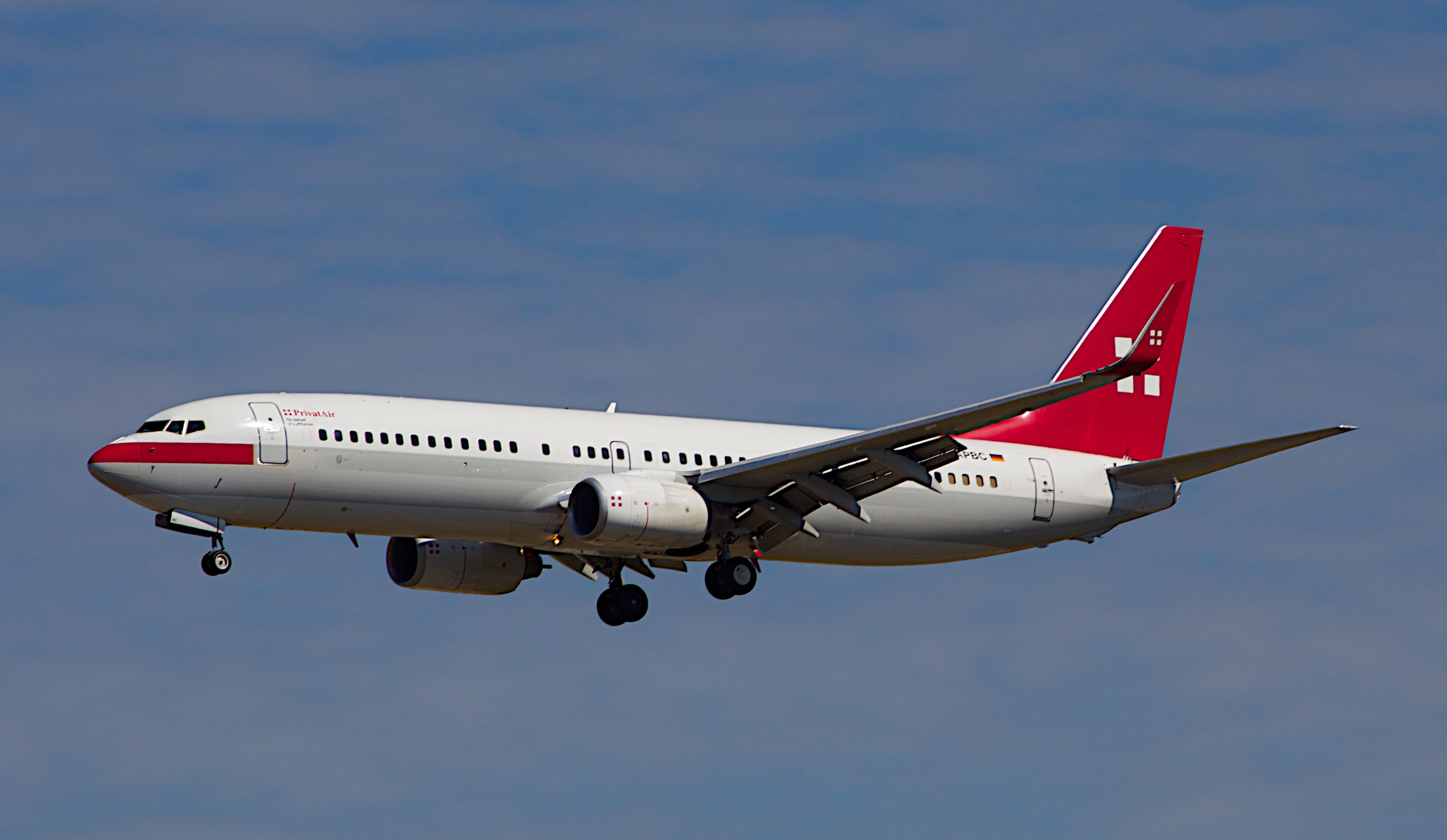
瑞士私人航空波音737-800（代漢莎航空運營）

截至2014年1月，瑞士私人航空機隊平均機齡15年，組成如下：
| 機型         | 服役中 | 訂購數 | 座位數   | 座位數   | 座位數   | 座位數   | 備註               |
| 機型         | 服役中 | 訂購數 | 頭等艙   | 公務艙   | 經濟艙   | 合計     | 備註               |
| ------------ | ------ | ------ | -------- | -------- | -------- | -------- | ------------------ |
| 波音737-300  | 2      | —      | 0        | 12       | 108      | 120      | 代赤道剛果航空運營 |
| 波音737-700  | —      | 2      |          |          |          |          | 代赤道剛果航空運營 |
| 波音737 BBJ1 | 1      | —      | 0        | 44       | 0        | 44       | 代北歐航空運營     |
| 波音737 BBJ2 | 1      | —      | 0        | 32       | 60       | 92       | 代汉莎航空運營     |
| 波音757-200  | 2      | —      | 0        | 16       | 132      | 148      | 代赤道剛果航空運營 |
| 波音787-8    | —      | 2      | 有待確定 | 有待確定 | 有待確定 | 有待確定 | 有待確定           |
| 龐巴迪CS100  | —      | 5      | 0        | 有待確定 | 0        | 有待確定 | 另有5架的選購權    |
| 總計         | 8      | 7      |          |          |          |          |                    |

## 外部連結
维基共享资源上的相關多媒體資源：瑞士私人航空
- 官方網站 （页面存档备份，存于）